# Baghy Gyula (színművész)
Baghy Gyula (Kecskemét, 1864. április 23. – Budapest, 1917. július 13.) színész. Bodrogi Mária színésznő férje, Baghy Gyula író, költő, nyelvész, színész és eszperantista édesapja.

## Pályafutása
Baghy György és Balányi Eszter fiaként született. 1883–84-ben Kecskeméten lépett színpadra először mint műkedvelő. 1885. január 6-án Sághy Zsigmondnál, később Simándy Zsigmondnál, majd 1886-tól Bodrogi Dénesnél működött. Többi igazgatói: 1887—től 1897-ig Pesti Ihász Lajos, Halmay Imre, Csóka Sándor, utóbbinál 1891 és 1900 között állt szerződésben. 1905-től 1910-ig Heves Béla társulatánál szerepelt. 1907 és 1910 között mint az Országos Színészegyesület kisegítője dolgozott. 1911. október 1-jén visszavonult és a Kassa—oderbergi vasút igazgatóságánál hivatalt vállalt. Leginkább társalgási szerepekben volt népszerű. Több cikket is publikált a kecskeméti színművészeti kérdésekkel foglalkozó lapokban, melyekben javasolta a vidéki színjátszás megreformálását. 

## Fontosabb szerepei
- Steinfeld (Jarno: Tengerész Kató)
- Cadeau (Kálmán Imre: Cigányprímás)
- Szegfű Bandi (Gaál J.: A peleskei nótárius)

## Működési adatai
1885: Saághy Zsigmond; 1886: Pesti Ihász Lajos; 1887: Báródy Károly; 1888: Halmai Imre; 1890 és 1892: Makó Lajos; 1893: Pesti Ihász Lajos; 1896: Somogyi Károly; 1900: Kiss Pál; 1901: Deák Péter; 1902: Krecsányi Ignác; 1904: Balla Béla.